# Gazania thermalis
Gazania thermalis és una espècie de planta herbàcia que pertany a la família de les Asteràcies. És originària de Namíbia d'on és endèmica. Habita els aiguamolls geotèrmics. Està amenaçat per la pèrdua d'hàbitat.

## Descripció
Aquesta espècie és una planta herbàcia perennifòlia que fa de 0,05 - 0,08 m d'altura.

## Hàbitat
Aquesta espècie creix a o prop de deus d'aigua salobre calenta, i com a resultat estan fragmentats de manera natural. Només es coneixen tres subpoblacions, tanmateix, podria haver-hi unes altres, ja que hi ha llocs aparentment més potencials que encara han de ser investigats. L'extensió de la seva presència s'estima en <1.875 km², no obstant això, l'àrea d'ocupació és molt petita (<5 km²).

## Taxonomia
Gazania thermalis va ser descrita per Kurt Dinter i publicat a Repert. Spec. Nov. Regni Veg. 17: 308. 1921
Etimologia
Gazania: nom genèric que va ser atorgat en honor de Teodor Gaza (1398-1478), erudit italià d'origen grec i traductor de les obres de Teofrast del grec al llatí.
thermalis: epítet llatí que significa "deu d'aigua calenta".